# Gare de Jaux
Gare de Jaux vasútállomás Franciaországban, Jaux településen.

## Vasútvonalak
Az állomást az alábbi vasútvonalak érintik:
- Creil–Jeumont-vasútvonal

## Kapcsolódó állomások
A vasútállomáshoz az alábbi állomások vannak a legközelebb:
- Gare du Meux - La Croix-Saint-Ouen
- Gare de Creil